# Dat ole Huus

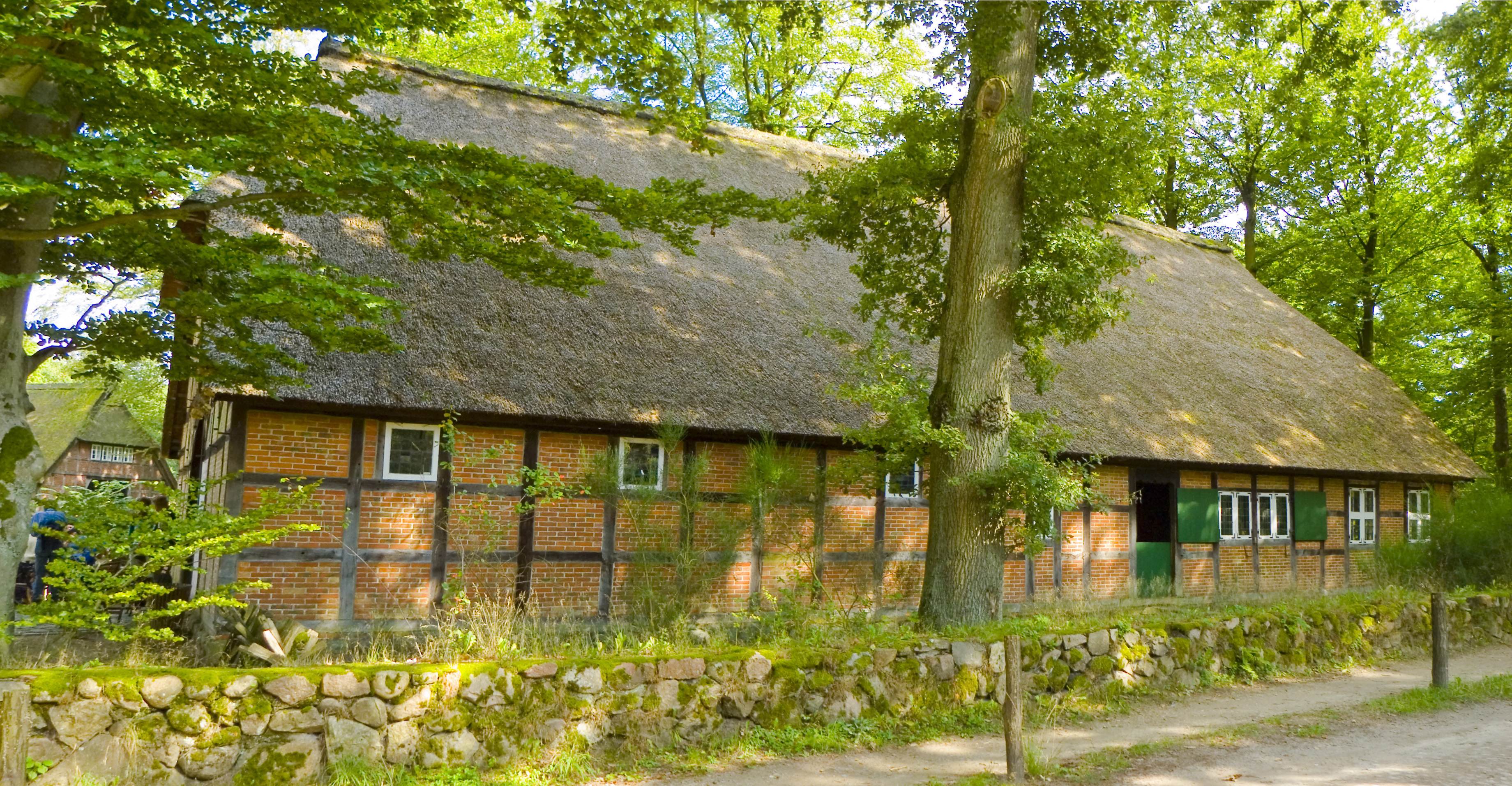
Heidemuseum Dat ole Huus in Wilsede. Links Stall-, rechts Wohnbereich des Hallenhauses

Das Heidemuseum Dat ole Huus (plattdeutsch für: Das alte Haus) ist ein Heimatmuseum in Wilsede in Niedersachsen, das 1907 gegründet worden ist. Damit ist es eines der ältesten Freilichtmuseen Deutschlands.

## Museum

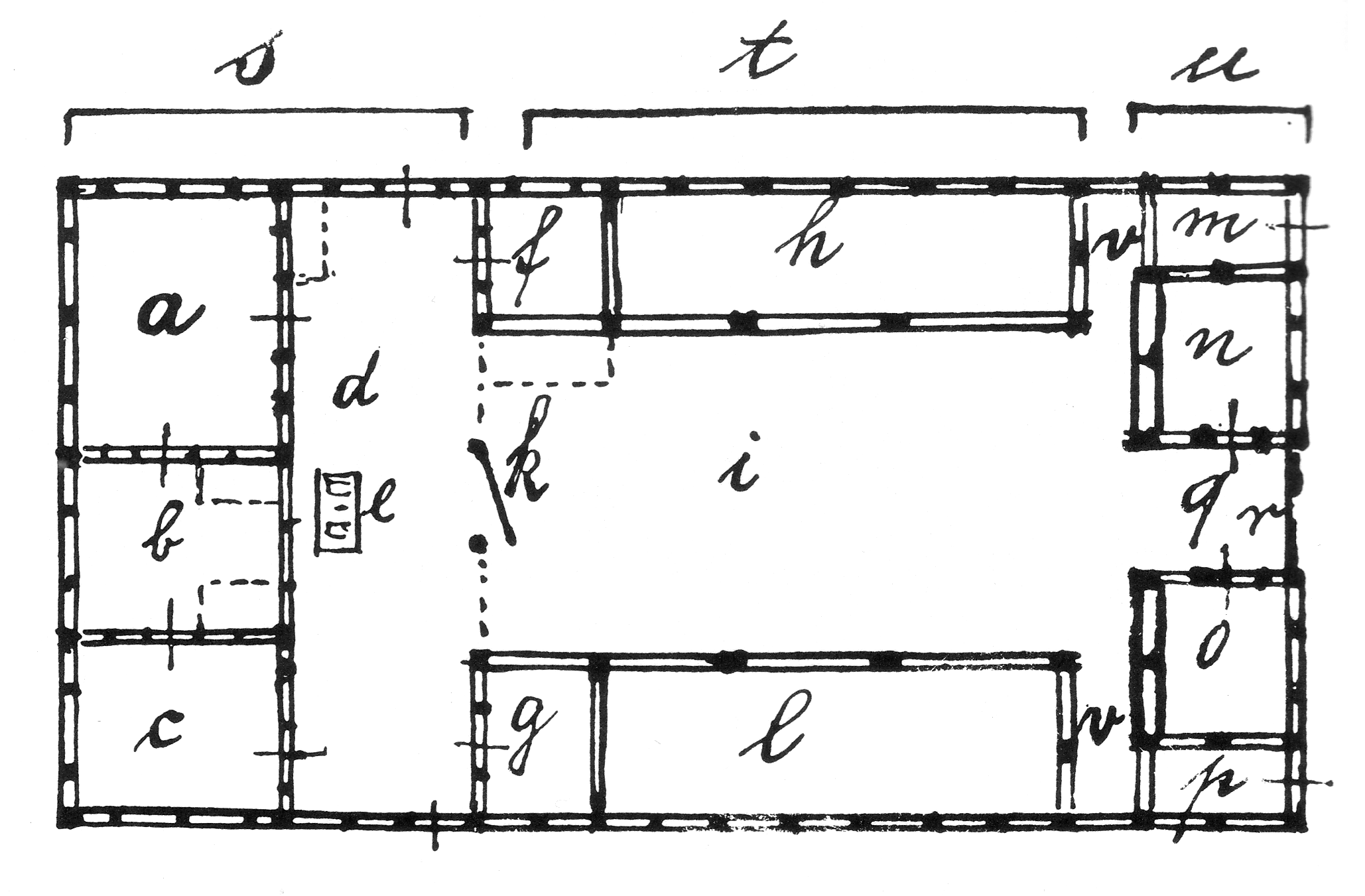
Hausgrundriss von etwa 1929

Betreiber des Museums sind der Verein Naturschutzpark (VNP) und dessen VNP Stiftung Naturschutzpark Lüneburger Heide.  Seit 2004 gehört der Ausstellungs-Schafstall auf dem Emhoff zum Museum. Dort sind wechselnde Ausstellungen rund um die historische Kulturlandschaft im Naturschutzgebiet Lüneburger Heide zu besichtigen. Das Heidemuseum informiert über die historische Landbewirtschaftungsform der Heidebauernzeit um 1850. Sie zeigt das typische Hausinventar und die Gerätschaften eines Heidehofes.
Dat Ole Huus ist ein typisches niedersächsisches Fachhallenhaus mit dem Flett als zentralem Aufenthaltsbereich und Wohnküche, der die ganze Hausbreite einnimmt. Dort befindet sich die Feuerstelle, deren Rauch durch das Eulenloch im First des Reetdachs abzog. Das Flett geht nach einer Seite ohne Abgrenzung in den Stall über, wo auch die Kammer untergebracht ist, in der die Knechte schliefen. Auf der anderen Seite des Fletts befinden sich mehrere, durch Wände abgegrenzte Kammern. Nur die Gute Stube und die Altenteilerstube waren indirekt durch die Hitze der Feuerstelle beheizbar. Weitere Stuben sind die Kammer der Mägde, das Schlafzimmer des Bauern und der Bäuerin sowie die Kammern der Kinder und die Spinnstube. Die letzteren beiden befinden sich im Dachgeschoss des Hauses.

## Geschichte

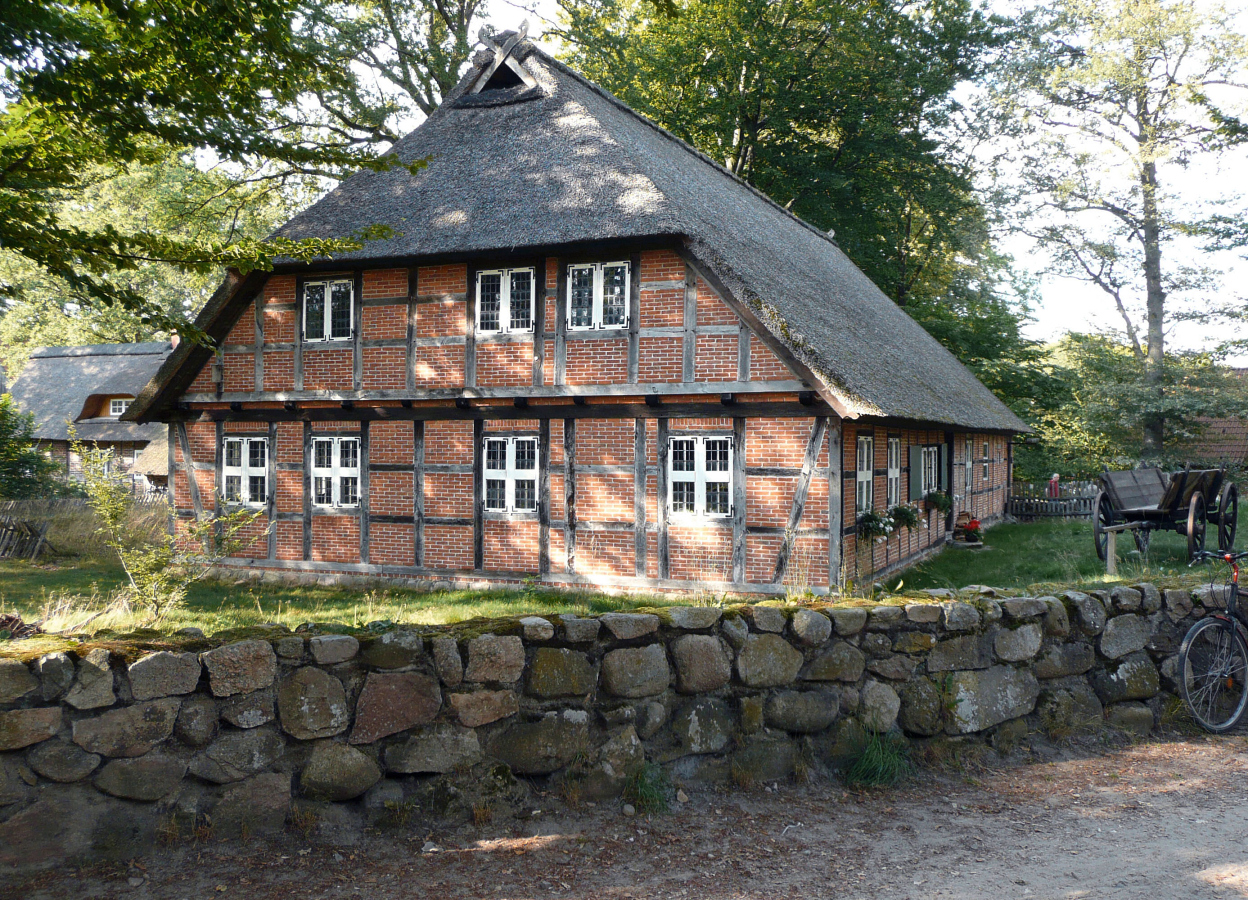
Die Wohnseite des Hauses mit Fenstern der Stuben. Im First des mit Reet gedeckten Krüppelwalmdachs das Eulenloch

Das 1742 erbaute Haus ist das älteste Fachhallenhaus im Naturpark Lüneburger Heide und ein typisches Haus der Nordheide. Im Jahr 1891 wurde im Smen ol Hus die Spar- und Darlehenskasse Hanstedt gegründet, aus der später die Volksbank Lüneburger Heide hervorging. Bis 1908 war dat ole Huus Gastwirtschaft.
Der Gründer des Heimatmuseums, Bernhard Dageförde, kaufte das Gebäude im Jahr 1907, ließ es aus Hanstedt nach Wilsede translozieren und richtete darin ein Heidemuseum ein. Dageförde bestückte das Haus mit zahlreichen heidetypischen Einrichtungsgegenständen.
Auch wenn der Emhoff ein jüngeres Baudatum trägt, gehen Forscher davon aus, dass Dat ole Huus einen wesentlich älteren Flettbereich aufweist (etwa um 1540 erbaut).

## Der Gründer
Heinrich Karl Bernhard Dageförde (* 1866 in Wardböhmen bei Celle, † 1940 in Salzhausen bei Lüneburg) war ein niedersächsischer Schullehrer und Heimatforscher. Im Jahr 1907 gründete er in Wilsede gemeinsam mit dem „Heidepastor“ Wilhelm Bode die Heidemuseums-Gesellschaft m.b.H. als Trägerin für das von ihm mit eigenen Mitteln eingerichtete Museum. Dageförde veröffentlichte von 1904 bis 1934 im Selbstverlag mehrere Schriften zur Geschichte der Landwirtschaft in der Lüneburger Heide sowie zur Geschichte der eigenen Familie.